# Thutmosis (Wesir unter Amenophis III.)
Thutmosis war ein hoher altägyptischer Beamter aus der Zeit des Neuen Reiches. Er war unterägyptischer Wesir und amtierte wahrscheinlich unter Amenophis III. Wesire waren die wichtigsten Beamten im ägyptischen Staat. Seit der 18. Dynastie war das Amt des Wesirs zweigeteilt. Ein Wesir amtierte in Theben und war für Oberägypten zuständig. Der andere Wesir amtierte in Memphis und sein Amtsbereich war Unterägypten.
Thutmosis ist von diversen Objekten bekannt. Eine Scheintür aus Kalkstein zeigt ihn zusammen mit dem Hohepriester des Ptah Ptahmose, bei dem es sich um seinen Sohn handelt. Die Scheintür stammt aus seinem Grab in Sakkara, das kurz vor 1824 entdeckt wurde, dessen genauer Standort heute aber nicht mehr bekannt ist. Neben seinem Sohn Ptahmose, ist noch ein weiterer Sohn bekannt. Es handelt sich um Meriptah, der Domänenverwalter des Totentempels von Amenophis III. war, womit Thutmosis wahrscheinlich unter diesem Herrscher amtierte.